# اوتی (تارن-ا-گارون)
اوتی (به فرانسوی: Auty) یک کمون در فرانسه است که در canton of Molières واقع شده‌است. اوتی ۷٫۴۲ کیلومتر مربع مساحت دارد ۲۲۰ متر بالاتر از سطح دریا واقع شده‌است.